# Ark Royal (1587)
Pour les autres navires du même nom, voir HMS Ark Royal.
L’Ark Royal est un galion anglais, commandé à l'origine pour Sir Walter Raleigh et acquis plus tard pour le service de la couronne et intégré à la Royal Navy. Il sert de navire amiral au cours de plusieurs combats, parmi lesquels la victoire sur l'Armada espagnole, pendant une carrière de plus de cinquante ans. Plusieurs bâtiments de la Royal Navy ont été nommés HMS Ark Royal en son honneur au XXe siècle.

## Construction et débuts
L’Ark Royal est construit sous la supervision du maître-charpentier R. Chapman, de Deptford. Le galion qui devait initialement être baptisé Ark, est finalement nommé Ark Raleigh, selon l'usage de l'époque voulant que le navire porte le nom de son propriétaire. La Couronne anglaise, en la personne de la Reine Elizabeth Ire, fait l'acquisition du navire auprès de Raleigh en janvier 1587, pour la somme de 5 000 £ (qui viennent en réduction des sommes que Sir Walter Raleigh devait à la reine. Il reçoit un Exchequer tallies, mais pas d'argent). Son nouveau commandant, le Lord High Admiral d'Angleterre Charles Howard, 1er comte de Nottingham, connu sous le nom de « Lord Howard of Effingham », décrit cette transaction comme étant de « l'argent bien dépensé. » Le galion est alors rebaptisé Ark Royal. Le galion compte deux ponts-batterie, un double gaillard, un gaillard d'arrière et une dunette. Navire de guerre efficace, il avait néanmoins un fort roulis, très inconfortable pour les soldats embarqués, non habitués à la navigation en mer.

## Carrière
L’Ark Royal connaît son baptême du feu en 1588 lors de l'attaque de l'Angleterre par l'Armada espagnole, étant alors l'un des plus importants navire de la flotte anglaise, l’Ark Royal est choisi par le Lord High Admiral Howard comme vaisseau amiral. Après la défaite des Espagnols, l’Ark Royal conduit la chasse contre les débris de la flotte ennemie en mer du Nord et au-delà du Firth of Forth. Il est également utilisé par Howard lors de son raid sur Cadix en 1596, qui s'achève par la destruction d'une grande partie de la flotte de l'empire espagnol stationnée dans le port. L’Ark Royal sert à nouveau de vaisseau amiral lorsque l'Espagne menace une fois de plus d'envahir l'Angleterre en 1599.
À la suite de l'accession au trône de Jacques Ier, l’Ark Royal est renommé Anne Royal, d'après la reine consort, Anne de Danemark. Il est entièrement reconstruit aux chantiers navals de Woolwich Dockyard en 1608 par Phineas Pett I en tant que vaisseau royal et est réduit à 42 canons. Sous ce nouveau nom, il sert de navire amiral à Lord Wimbledon lors de son raid sur Cadix en 1625 qui échoue en raison d'une préparation insuffisante.

## Perte
L’Anne Royal reste en service jusqu'en avril 1636, date à laquelle il quitte le fleuve Medway où il était stationné pour servir de navire amiral à Sir John Pennington. En chemin, une des ancres du navires se détache et s'accroche au lit du fleuve entraînant le galion par le fond. Le navire est renfloué moyennant un coût supérieur à son prix d'achat, mais les dégâts causés se révèlent être plus importants que prévu, et le galion est démantelé en 1638.
- L'Ark Royal dans la guerre navale

LArk Royal dans la guerre navale
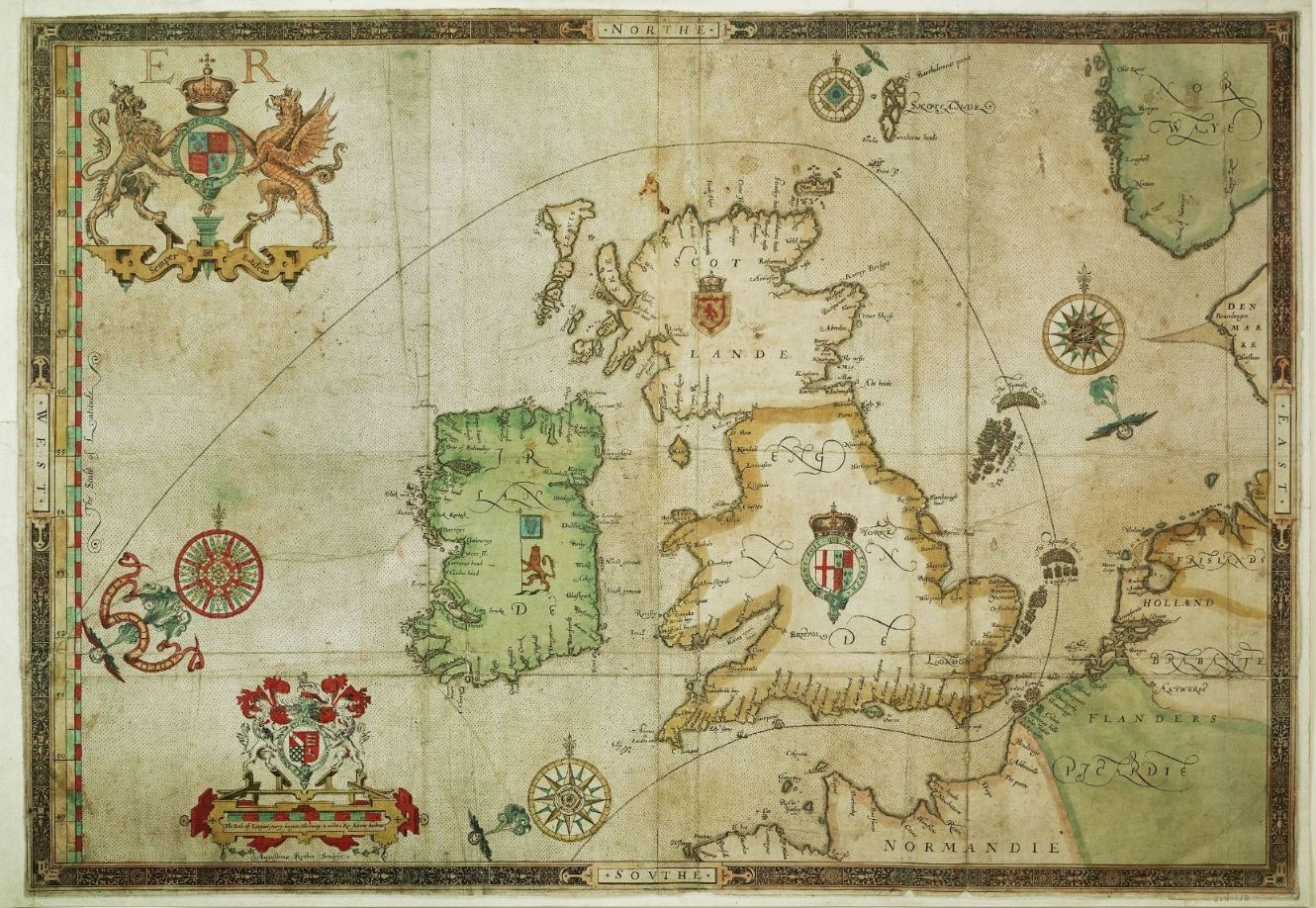
Trajet de l'Invincible Armada autour des îles Britanniques en 1588,  Expeditionis Hispanorum in Angliam vera descriptio anno domini MDLXXXVIII based on Lord Howard, 1590.
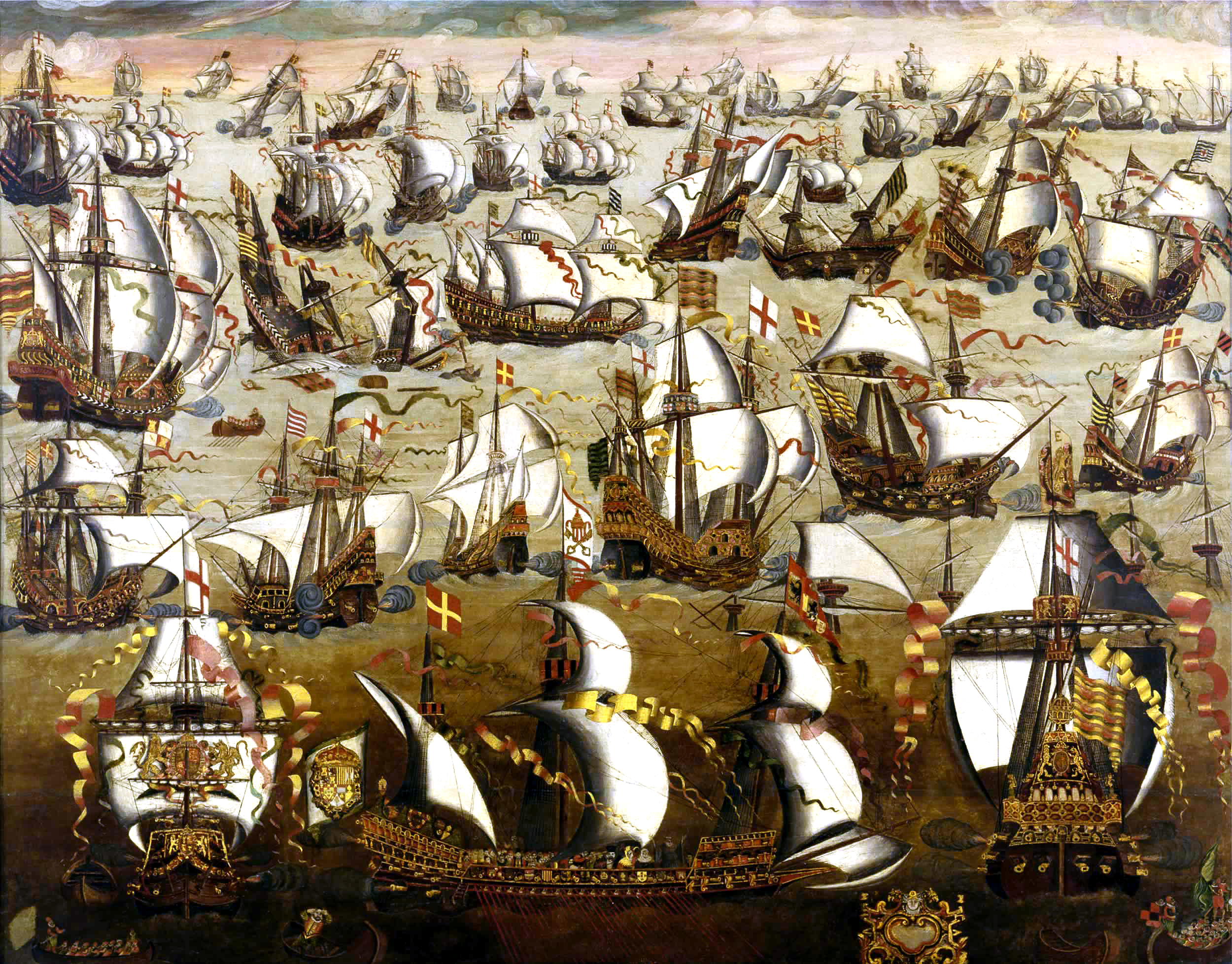
Bataille entre l'Armada espagnole et la flotte anglaise en 1588.
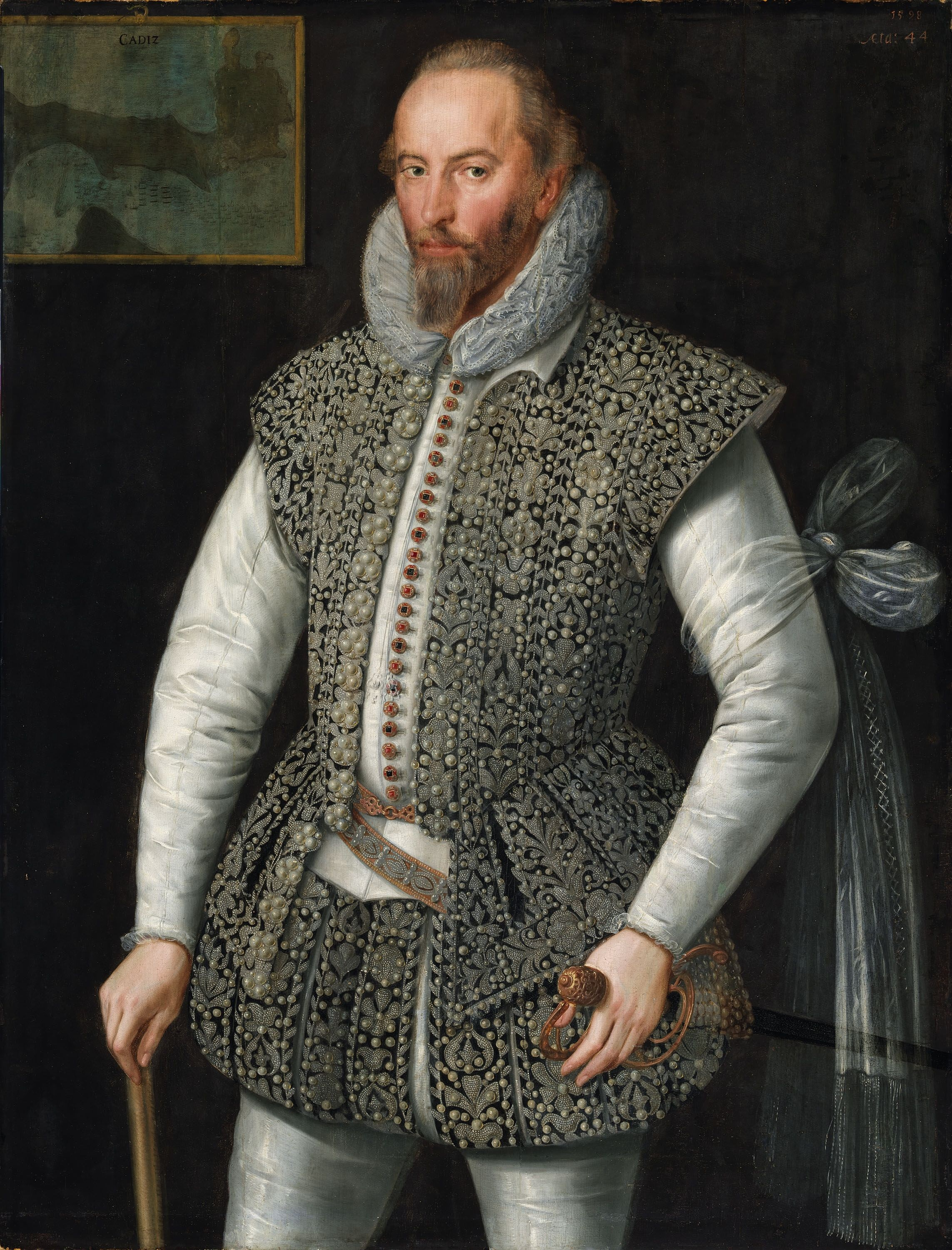
Walter Raleigh en 1598.
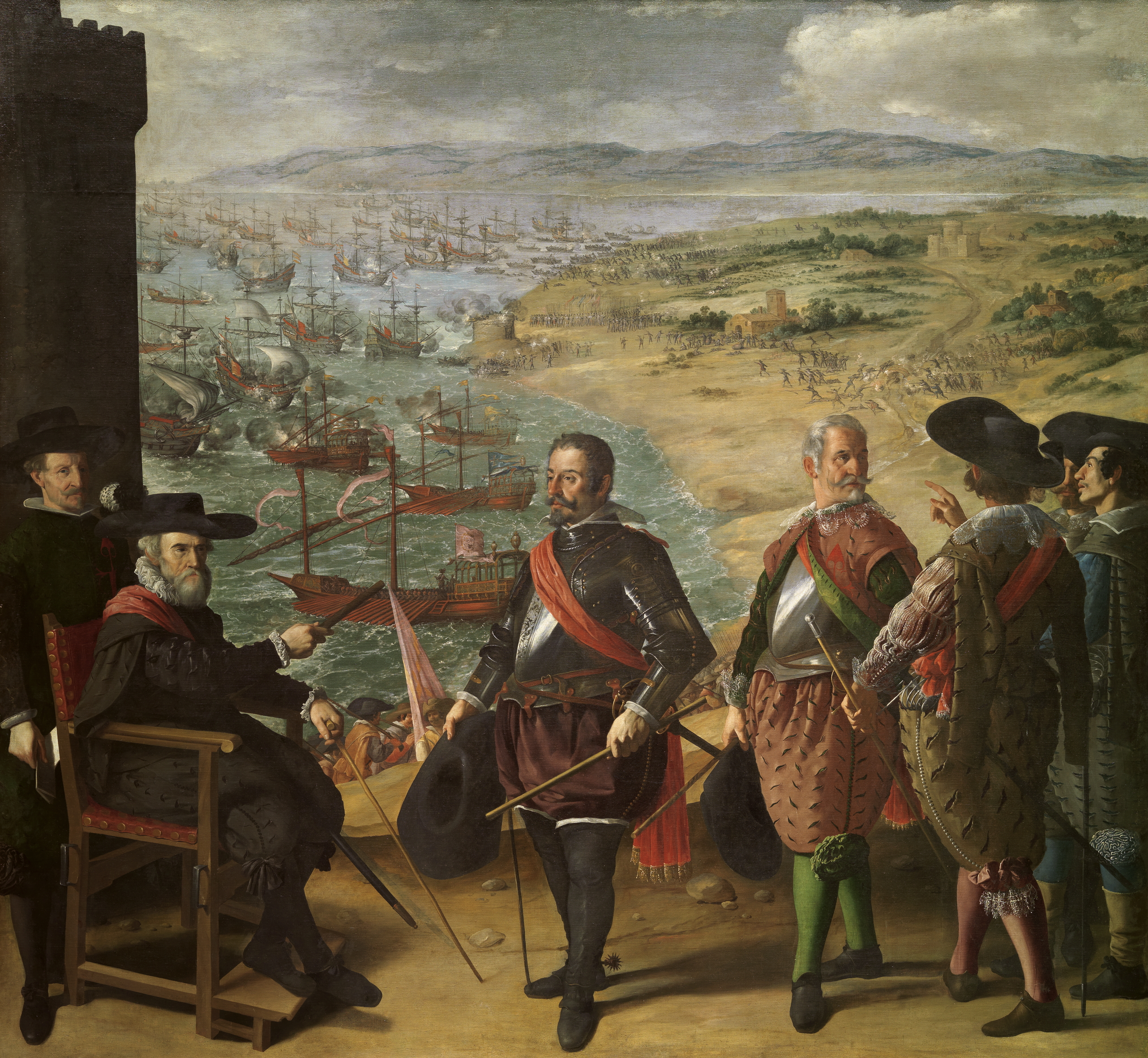
Raid sur Cadix en 1625, toile espagnole de Francisco de Zurbarán, 1634-1635.